# Европско првенство у рагбију 15 2024.
Европско првенство у рагбију петнаест 2024. (службени назив: 2024 Rugby Europe Championship) било је 53. издање овог овог такмичења.
Рагбисти Грузије су освојили прво место, пошто су у финалу победили селекцију Португала.

## Групна фаза такмичења
Група А
- Холандија - Шпанија 18-20
- Немачка - Грузија 17-28
- Грузија - Холандија 31-10
- Шпанија - Немачка 27-5
- Грузија - Шпанија 38-3
- Холандија - Немачка 39-13

|   | Селекција | ИГ | Д | Н | И | ПД | ПП | ПР  | ББ | Б  |  |
| - | --------- | -- | - | - | - | -- | -- | --- | -- | -- |  |
| 1 | Грузија   | 3  | 3 | 0 | 0 | 97 | 30 | +67 | 2  | 14 |  |
| 2 | Шпанија   | 3  | 2 | 0 | 1 | 50 | 61 | -11 | 1  | 9  |  |
| 3 | Холандија | 3  | 1 | 0 | 2 | 67 | 64 | +3  | 2  | 6  |  |
| 4 | Немачка   | 3  | 0 | 0 | 3 | 35 | 94 | -59 | 0  | 0  |  |

Група Б
- Белгија - Португал 10-6
- Пољска - Румунија 8-20
- Румунија - Белгија 33-18
- Португал - Пољска 54-7
- Румунија - Португал 24-49
- Белгија - Пољска 31-10

|   | Селекција | ИГ | Д | Н | И | ПД  | ПП  | ПР  | ББ | Б  |  |
| - | --------- | -- | - | - | - | --- | --- | --- | -- | -- |  |
| 1 | Португал  | 3  | 2 | 0 | 1 | 109 | 41  | +68 | 3  | 11 |  |
| 2 | Румунија  | 3  | 2 | 0 | 1 | 77  | 75  | +2  | 1  | 9  |  |
| 3 | Белгија   | 3  | 2 | 0 | 1 | 59  | 49  | +10 | 1  | 9  |  |
| 4 | Пољска    | 3  | 0 | 0 | 3 | 25  | 105 | -80 | 0  | 0  |  |

## Завршница такмичења
Утакмице за пласман од петог до осмог места
- Холандија - Пољска 54-7
- Белгија - Немачка 11-21
- Пољска - Белгија 8-34
- Холандија - Немачка 45-0

Полуфинале
- Грузија - Румунија 43-5
- Португал - Шпанија 33-30

Утакмица за треће место
- Румунија - Шпанија 33-40

Финале
- Грузија - Португал 36-10

| Победник Европског првенства у рагбију петнаест 2024. |
| ----------------------------------------------------- |
| Рагби репрезентација Грузије 16. евро титула          |

## Статистика рагбиста и награде
Највише поена
- Хуго Аубри 48 поена, Португал

Највише есеја
- Ака Табудаџе 7 есеја, Грузија

Најбољи рагбиста турнира
- Илија Спандерашвили, Грузија

Дрим тим Европског првенства 2024
Меле
- Јулијан Хартиг, Румунија
- Вано Карказе, Грузија
- Иракли Апсијури, Грузија
- Којен Блумен, Холандија
- Маријо Пићарди, Шпанија
- Илија Спандерашвили, Грузија
- Волф Ван Дијк, Холандија
- Николас Мартинс, Португал

Линија
- Хуго Камаћо, Португал
- Хуго Аубри, Португал
- Мартинијано Сијан, Шпанија
- Мераб Шариказе, Грузија
- Ђорђи Квезелазе, Грузија
- Ака Табудазе, Грузија
- Манујел Пинто, Португал